# Althepus pum
Althepus pum là một loài nhện trong họ Ochyroceratidae. Loài này phân bố ở Thailand.